# Şamaxı
Şamaxı è una città dell'Azerbaigian, capoluogo dell'omonimo distretto.